# (14238) d'Artagnan
(14238) d'Artagnan est un astéroïde de la ceinture principale.

## Description
(14238) d'Artagnan est un astéroïde de la ceinture principale. Il fut découvert par Charles W. Juels le 31 décembre 1999 à Fountain Hills. Il présente une orbite caractérisée par un demi-grand axe de 2,55 UA, une excentricité de 0,0238 et une inclinaison de 5,3° par rapport à l'écliptique.
Il fut nommé d'après Charles de Batz de Castelmore, dit d'Artagnan, homme de guerre français né entre 1611 et 1615 au château de Castelmore, près de Lupiac en Gascogne (dans le département actuel du Gers), et mort à Maastricht durant le siège du même-nom le 25 juin 1673 pendant la guerre de Hollande, personnage principal du roman Les Trois Mousquetaires d'Alexandre Dumas.

## Compléments